# 이스마일 야콥스
이스마일 요주아 야콥스(독일어: Ismail Joshua Jakobs, 프랑스어: Ismail Joshua Jakobs 이스마일 조슈아 자콥스[*], 1999년 8월 17일 ~ )는 쉬페르리그 클럽 갈라타사라이에서 레프트백 또는 레프트 윙어로 뛰고 있는 세네갈의 프로 축구 선수이다. 독일에서 태어난 그는 세네갈 국가대표팀에서 뛰고 있다.

## 구단 경력

### 쾰른
BC 블리츠하임에서 선수 생활을 시작한 야콥스는 2012년 쾰른의 유소년 아카데미에 합류했다. 2017년에는 클럽의 모든 유소년 팀을 거쳐 4부 리그 레기오날리가 웨스트에 참가하는 쾰른의 U-21 대표팀에 합류했다.
2019-20년 시즌을 앞두고 야콥스는 당시 아킴 비에를로저 감독에 의해 클럽의 1군으로 승격되었다. 2019년 11월 8일, 그는 TSG 호펜하임과의 경기에서 데뷔 전을 치렀다. 2019년 12월 18일, 야콥스는 아인트라흐트 프랑크푸르트와의 경기에서 프로 선수로서 첫 골을 넣으며 2-4 승리를 거두었다. 2020년 3월, 클럽은 야콥스의 계약이 2022년까지 연장되었다고 발표했다. 같은 해 10월, 그는 2024년 7월까지 쾰른에 더 연장 계약을 체결했다.

### 모나코
2021년 7월 12일, 야콥스는 리그 1의 모나코로 이적하여 2026년까지 계약을 체결했다. 그는 8월 3일, 스파르타 프라하와의 UEFA 챔피언스리그 3차 예선 전에서 2-0으로 승리하며 클럽 데뷔 전을 치렀다.
2023년 10월 7일, 그는 스타드 드 랭스와의 샴페인 경기에서 모나코 대표팀 첫 골을 넣으며 3-1로 승리했다.

### 갈라타사라이
2024년 9월 2일, 야콥스는 2024-25년 시즌이 끝날 때까지 모나코에서 튀르키예 쉬페르리그 클럽 갈라타사라이로 임대되었다.

## 국가대표팀 경력
2020년 8월 21일, 야콥스는 슈테판 쿤츠 감독에 의해 독일 U-21 국가대표팀에 지명되었다. 그는 2021년 UEFA U-21 축구 선수권 대회에서 우승한 대표팀의 일원이었다.
야콥스는 2022년 세네갈 국가대표팀에 데뷔했으며, 9월 24일 볼리비아와의 경기에 출전했다. 그는 2002년 세네갈 국가대표 데뷔 이후 처음으로 16강에 진출한 카타르에서 열린 2022년 FIFA 월드컵 4경기에 모두 출전했다.
2023년 12월, 그는 코트디부아르에서 열린 연기된 2023년 아프리카 네이션스컵에서 세네갈 국가대표팀에 이름을 올렸다.

## 사생활
독일에서 태어난 야콥스는 아버지가 세네갈 출신이다.